# 1976年モントリオールオリンピックのモンゴル選手団
1976年モントリオールオリンピックのモンゴル選手団（1976ねんモントリオールオリンピックのモンゴルせんしゅだん）は、1976年7月17日から8月1日にかけてカナダのモントリオールで開催された1976年モントリオールオリンピックのモンゴル選手団、およびその競技結果。

## 概要
今大会は銀メダル1個を獲得した。

## メダル
| メダル | 選手名               | 競技       | 種目                     |
| ------ | -------------------- | ---------- | ------------------------ |
| 銀     | ゼベジーン・オイドフ | レスリング | 男子フリースタイル62kg級 |